# ریو سونگ سو
این یک نام کره‌ای است؛ نام خانوادگی ریو است.
ریو سونگ-سو (کره‌ای: 류승수؛ زادهٔ ۱۲ اوت ۱۹۷۱) بازیگر اهل کره جنوبی است. ریو سونگ-سو حرفهٔ بازیگری خود را با ایفای یک نقش کوچک در فیلم پارک چان-ووک به نام تریو آغاز کرد و از آن زمان به عنوان بازیگر نقش مکمل در فیلم‌ها و مجموعه‌های تلویزیونی فعال است. از جمله فیلم‌های قابل توجه او می‌توان به فیلم کمدی سلام! دارما! (۲۰۰۱)، خوب، بد، عجیب (۲۰۰۸) و فیلم جنگی خط مقدم (۲۰۱۱) اشاره کرد. او همچنین در مجموعه‌های تلویزیونی تعقیب کننده (۲۰۱۲) و امپراتوری طلا (۲۰۱۳) ایفای نقش کرده‌است.
باوجود اینکه مجموعهٔ تلویزیونی زمستان سوناتا از اولین پروژه‌های او بود، باعث شهرت وی در خارج از کره شد و این مجموعه در آسیا به محبوبیت رسید. در سال ۲۰۰۹، او نقش خود را در انیمهٔ اقتباسی انیمهٔ زمستان سوناتا تکرار کرد.
ریو سونگ-سو شرح حال خود را در کتابی با نام «یه بازیگر مثل نباش» نوشت که در سال ۲۰۰۹ منتشر شد.

## فیلم‌شناسی
- منتخب فیلم‌شناسی

### مجموعه‌های تلویزیونی
- سانگ دو! بیا بریم مدرسه (کی‌بی‌اس۲، ۲۰۰۳)
- درختی با ریشه عمیق (اس‌بی‌اس، ۲۰۱۱)
- بدرخش یا دیوانه شو (ام‌بی‌سی، ۲۰۱۵)
- ذهن زیبا (کی‌بی‌اس۲، ۲۰۱۶)
- قلب خونین (کی‌بی‌اس۲، ۲۰۲۲)

## کتاب
- یه بازیگر مثل من نباش (انگلیسی: Don't Be an Actor Like Me; کره‌ای: 나 같은 배우 되지 마)، (۲۰۰۹)

## جوایز
- سومین جوایز ستارگان ای‌پی‌ای‌ان (۲۰۱۴): بهترین بازیگر نقش مکمل مرد (روزهای فوق‌العاده)